# Motorola C390
El Motorola C390 es un teléfono móvil fabricado por Motorola. Fue lanzado en el cuarto trimestre de 2004. La principal diferencia es la disponibilidad de bluetooth con el C390. Las dimensiones son 107 x 44 x 20,9 mm, el peso es 91 g. Estaba disponible en Dark Blue Green Soft Feel y Dark Roast Black.

## Características
- Fondo de pantalla, protector de pantalla y tonos de llamada descargables
- MMS, EMS y SMS
- WAP 2.0 y GPRS para acceso a Internet
- memoria interna de 1,8mb
- CSTN - pantalla con 65.000 colores, 128 x 128 píxeles, 5 líneas
- Java, MIDP 2.0
- bluetooth, v1.1
- agenda con 500 entradas
- GPRS (Clase 10 - 32-48 kbit/s)
- USB
- iTap